# Ermo
Ermo é um município brasileiro do Estado de Santa Catarina. Localiza-se a uma latitude 28º58'57" sul e a uma longitude 49º38'37" oeste, estando a uma altitude de 16 metros. Sua população estimada em 2004 era de 2.056 habitantes.
Após duas tentativas frustradas, finalmente em 1992 uma comissão supra-partidária conseguiu a emancipação política de Ermo. Distrito de Turvo desde 1956, o novo Município foi o primeiro do Brasil e da América do Sul a ter um plebiscito computadorizado, com um resultado surpreendente: 98% da população votou pelo "sim", separando-se de Turvo.
Tendo o arroz irrigado como principal cultura e fonte de arrecadação, o município também tem plantações de feijão e maracujá, e está investindo na criação de aves. Como depende exclusivamente da agricultura, a principal preocupação da administração municipal são as estradas que ligam as várias comunidades ao centro.